# マルタ時間
マルタの標準時は現在、中央ヨーロッパ時間（UTC+1、CET）が使用されている。夏時間は中央ヨーロッパ夏時間（UTC+2、CEST）で3月の最終日曜日から10月の最終日曜日の期間で実施されている。

## IANA time zone database
IANA time zone databaseのzone.tabには、マルタの標準時が1つ含まれている。
| 国コード | 座標        | TZ           | 注釈 | 協定世界時との差 | 夏時間 | 備考 |
| -------- | ----------- | ------------ | ---- | ---------------- | ------ | ---- |
| MT       | +3554+01431 | Europe/Malta |      | +01:00           | +02:00 |      |